# Zygmunt Patryn
Zygmunt Patryn (ur. 1 stycznia 1903 w Strzyżowie, zm. 8 sierpnia 1991 w Wieluniu) – polski lekarz, wieloletni dyrektor szpitala w Wieluniu, obecnie jego patron.

## Życiorys
Po ukończeniu szkoły średniej w Strzyżowie, w 1921 rozpoczął studia lekarskie na Wydziale Lekarskim Uniwersytetu Jana Kazimierza we Lwowie. 2 lipca 1927 otrzymał dyplom, po czym odbył półroczną służbę wojskową. Następnie pracował w klinice chirurgicznej prof. Hilarego Schramma we Lwowie oraz na oddziale chirurgicznym w Szarleju (od 1934 dzielnica Piekar Śląskich).
1 października 1935 objął stanowisko dyrektora szpitala im. Wszystkich Świętych w Wieluniu. Jednocześnie pełnił funkcję ordynatora trzech oddziałów: chirurgicznego, położniczego i ginekologicznego. Dokonał modernizacji i rozbudowy powierzonej mu placówki. W ostatnich dniach sierpnia 1939 wypisał ze szpitala, wszystkich z wyjątkiem osób w najcięższym stanie.
Podczas nalotu Luftwaffe na Wieluń 1 września 1939 udzielał pomocy rannym mieszkańcom miasta. Na zlecenie władz okupacyjnych w największym ocalałym domu przy ulicy Żeromskiego zorganizował szpital, w którym pracował pod zwierzchnictwem niemieckich medyków do 1 lutego 1943, po czym został przeniesiony do szpitala pw. Świętej Rodziny w Łodzi.
Po wojnie, w 1945 powrócił do Wielunia gdzie zaczął organizować nowy szpital. W 1946 z jego inicjatywy rozpoczęto budowę nowego gmachu szpitala w południowej części miasta. 22 lipca 1954 oddano do użytku przestronny szpital. Do 1 maja 1966 pracował w szpitalu jako jego dyrektor i ordynator chirurgii. Choć złożył rezygnację ze stanowiska dyrektora to pozostał ordynatorem oddziału chirurgii. W 1977 przeszedł na emeryturę, jednak przez kilka następnych lat był pracownikiem szpitala na niepełnym etacie.

## Upamiętnienie
11 marca 1993  szpitalowi, w którym pracował nadano jego imię.
W czerwcu 2011 w ramach "Teatru Historii", serii rekonstrukcji historycznych przygotowanych i reżyserowanych przez Bogusława Wołoszańskiego, powstał spektakl telewizyjny pt. "Bohater". To opowieść o bombardowaniu Wielunia nad ranem w dniu 1 września 1939 roku. Głównym bohaterem jest właśnie Zygmunt Patryn, w którego rolę wcielił się Łukasz Nowicki. Film został zarejestrowany przez TVP i wyemitowany 31 sierpnia 2011 w Teatrze Telewizji.

## Odznaczenia
- Srebrny Krzyż Zasługi (1938)
- Złoty Krzyż Zasługi
- Krzyż Kawalerski Orderu Odrodzenia Polski (1972)

## Ordery i odznaczenia
- Krzyż Oficerski Orderu Odrodzenia Polski – pośmiertnie (6 lutego 2009, za wybitne zasługi dla niepodległości Rzeczypospolitej Polskiej)[1]